# 2024 PT5
2024 PT5는 2024년 8월 7일 남아프리카 공화국 서덜랜드에 있는 ATLAS 관측소가 발견한 직경 약 11 m의 근지구 천체로, 지구와 약 568,500 km 떨어진 거리로 스쳐 지나가기 하루 전 발견했다.

## 준위성 궤도
2024년 9월 29일부터 11월 25일까지 지구의 준위성으로 궤도를 돌았다.

## 궤도
2024 PT5는 태양 주위를 도는 궤도를 가지고 있지만 지구-달 중력권에 천천히 접근한다. 2024년 9월 29일(19:54 UTC)부터 11월 25일(16:43 UTC)까지 1달 하고 27일간 낮은 상대속도(0.002 km/s~0.439 km/s 범위)로 지구의 힐 권바로 바깥(대략 0.01 천문단위 (1.5×106 km)) 지점을 통과하고 일시적으로 지구의 중력에 포획되어 궤도 이심률이 1 미만으로 떨어지고 음의 지구 중심 궤도 에너지를 가지게 되었다. 이후 마지막으로 지구에 최근접한 시기는 2024년 8월 8일로 1.37 km/s의 상대 속도로 지구로부터 567,000 km 떨어진 지점을 스쳐갔다. 2025년 1월 9일에는 1.03 km/s의 상대속도로 지구와 1,801,158 km 떨어진 지점을 스쳐갔다.
2024년 8월 18일 근지구 천체 연구 센터(CNEOS)에서 잠재적인 지구 충돌 위협이 없다고 판단해 센트리 충돌 위험 목록에서 2024 PT5를 뺐다.
2024 PT5는 2055년에 지구에 다시 접근한다고 예상된다. 또한 2084년에는 지구 궤도를 약 43일동안 주변에서 공전할 예정이다.
| 역기점     | 지구와의 거리                 | 지구 중심 궤도 이심률 | 원지점                      | 공전 주기               |
| ---------- | ----------------------------- | --------------------- | --------------------------- | ----------------------- |
| 2024-09-29 | 0.0230 천문단위 (3.44×106 km) | 1.016                 | {\displaystyle \infty }     | {\displaystyle \infty } |
| 2024-09-30 | 0.0232 천문단위 (3.47×106 km) | 0.997                 | 2.9 천문단위 (430×106 km)   | 99.84 년 (36,468 일)    |
| 2024-10-24 | 0.0268 천문단위 (4.01×106 km) | 0.614                 | 0.028 천문단위 (4.2×106 km) | 1.35 년 (493 일)        |
| 2024-11-25 | 0.0238 천문단위 (3.56×106 km) | 0.983                 | 0.72 천문단위 (108×106 km)  | 127.24 년 (46,473 일)   |
| 2024-11-26 | 0.0236 천문단위 (3.53×106 km) | 1.009                 | {\displaystyle \infty }     | {\displaystyle \infty } |

## 물리적 특성
제미니 노스로 얻은 색지수와 스펙트럼 자료에 따르면 달의 암석 샘플과 가장 일치하는 S 복합형 소행성이며 자전 주기는 약 0.7시간이다. GTC로 얻은 가시광선 스펙트럼은 Sv형 소행성 혹은 월운석과 가장 일치율이 높다. LDT/IRTF로 얻은 350–2,350 나노미터 (3,500–23,500 Å) 테라헤르츠파 범위 방사선 스펙트럼은 인공물 및 보통의 소행성과 일치하지 않으며 표면은 매우 진한 붉은색으로 달의 고원 및 바다에서 채취한 샘플과 거의 유사하다. 또한 스펙트럼 분석 결과가 지구의 준위성인 469219 카모오알레와 2016 HO3과 지구의 미니 위성 2022 NX1과 비슷하다.
2025년 1월 과학계는 2024 PT5가 달과의 충돌로 튕겨나온 물질로 구성되어 있으며, 2024 PT5의 궤도가 태양 중심에 가까우므로 지구의 미니 위성으로 간주할 수 없다고 밝혔다.

## 같이 보기
- 1991 VG –  1991년 발견 이후 지구에 일시적으로 포획된 근지구 천체
- 2006 RH120 –  2006년 직접 발견된 최초의 지구의 임시 위성
- 2020 CD3 –  2020년 발견된 지구의 임시 위성
- 2022 NX1 –  2022년 발견된 지구의 임시 위성
- 2020 SO –  1966년 서베이어 2호 임무에서 사용했던 센타우르스 부스터로 확인된 근지구 천체로 의심되었던 물체
- 469219 카모오알레와 2016 HO3 –  달에서 유래했을 가능성이 있는 지구의 준위성
- 아르주나 소행성